# Ga Min Buri MRT

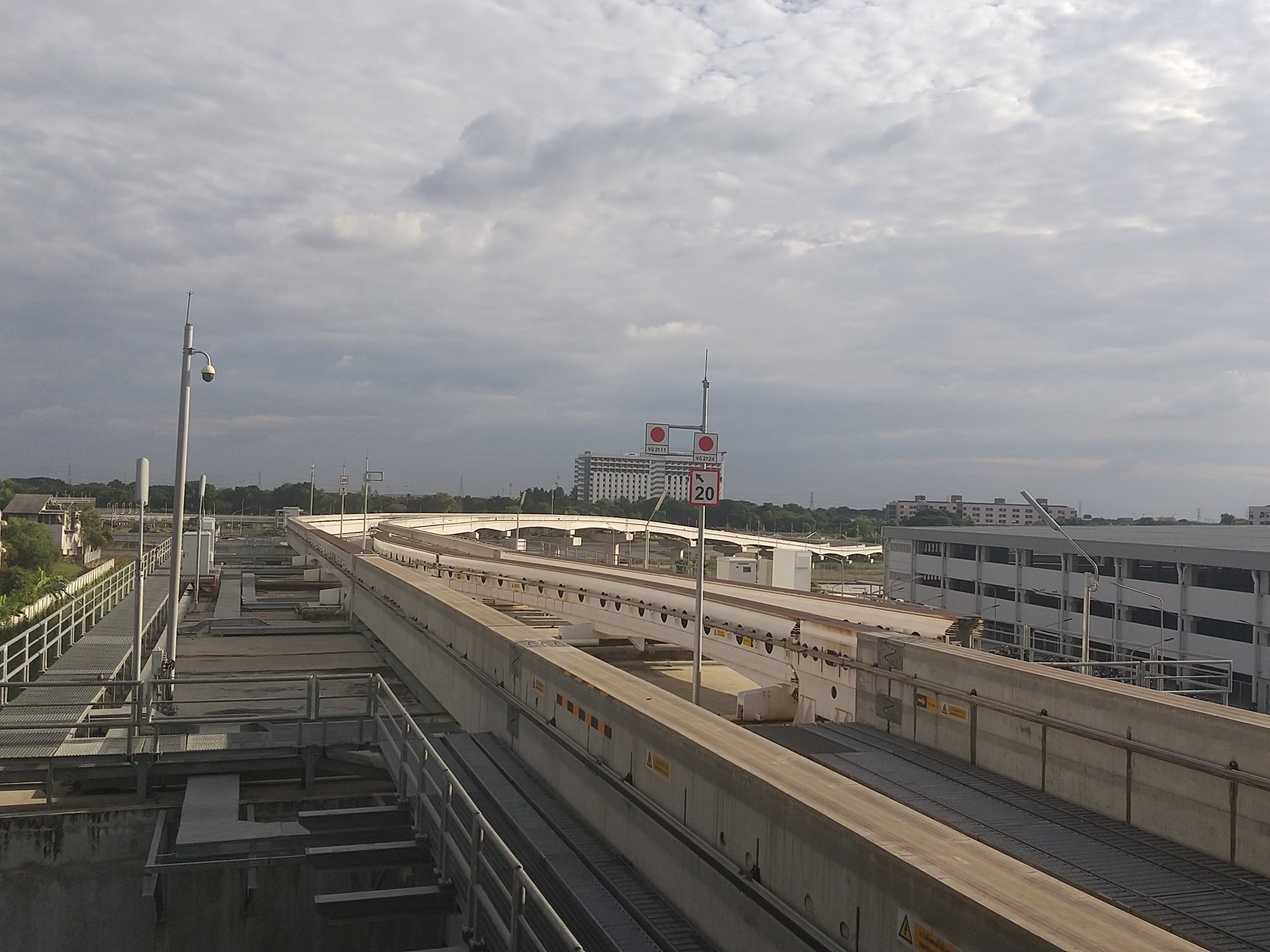
Đường ray dẫn vào depot, với bến đỗ nằm ở bên phải

Ga Min Buri (tiếng Thái: สถานีมีนบุรี) là một ga Bangkok MRT trên Tuyến Hồng. Nhà ga nằm trên Soi Ramkhamhaeng 190/4, giao với Đường Ramkhamhaeng tại Min Buri, Băng Cốc. Nhà ga có bốn lối thoát, một bãi đậu cũng chính là depot của Tuyến Hồng. Mở cửa vào ngày 21 tháng 11 năm 2023 như một phần chạy thử nghiệm toàn tuyến của Tuyến Hồng. Trong tương lai nó sẽ là ga chuyển đổi với Tuyến Cam.